# Norman Sheffield
Pour les articles homonymes, voir Sheffield (homonymie).
Norman Sheffield (né le 25 septembre 1939 et mort le 20 juin 2014) est un agent artistique et producteur musical britannique, cofondateur des Studios Trident.

## Biographie
Norman Sheffield commence sa carrière dans le milieu musical comme batteur du groupe The Hunters en 1958. Il crée avec son frère Barry les studios Trident de Londres en 1968, premier studio en Europe à être équipé d'un système d'enregistrement 8 pistes. Les Beatles, David Bowie, Marc Cerrone, Queen, Elton John et Genesis enregistrent notamment certains de leurs albums dans ces studios.
Il devient par ailleurs en 1972 le premier manager de Queen mais le contrat que le groupe a signé avec lui, et par lequel il est non seulement leur agent mais aussi leur producteur, place le groupe en situation de totale dépendance par rapport à lui. Le groupe négocie pour être libéré de son contrat en 1975, cette expérience inspirant probablement à Freddie Mercury la chanson Death on Two Legs, dédicacée à une personne anonyme à laquelle il s'en prend violemment. Il vend les studios en 1981.
Il publie en 2013 son autobiographie, Life on Two Legs. Il meurt d'un cancer de la gorge le 20 juin 2014.